# سراغة رملية
السراغة الرملية (باللاتينية: Crepis arenaria) نوع نباتي يتبع جنس السراغة من الفصيلة النجمية.

## الموئل والانتشار
موطنها المغرب العربي.

## مرادفات للاسم العلمي
- (باللاتينية: Barkhausia arenaria Pomel)
- (باللاتينية: Crepis suberostris subsp. arenaria (Pomel) Babc.)